# Manel Silvestre
Manel Silvestre Sánchez (né le 2 juin 1965 à Barcelone) est un joueur de water-polo espagnol, vainqueur d'une médaille d'argent lors des Jeux olympiques dans sa ville natale.